# 우요 교회 붕괴 사고
우요 교회 붕괴 사고는 2016년 12월 10일 나이지리아 남부 우요의 라이너스 성경 교회(Reigners Bible Church)에서 주교 서품식을 하던 중 건축 중인 천장이 무너져내린 사고이다. 이 사고로 참석한 수백 명 신도 가운데 최소 160여명이 사망했다. 목격자들은 주교 서품식 이전에 교회를 준공하고자 공사가 급히 진행됐다면서 주지사가 도착하고 나서 20분가량이 지나 천장이 무너져 내렸다고 전했다.